# Propriá (flygplats)
Propriá är en flygplats i Brasilien.   Den ligger i kommunen Propriá och delstaten Sergipe, i den östra delen av landet, 1 300 km nordost om huvudstaden Brasília. Propriá ligger 34 meter över havet.
Terrängen runt Propriá är platt. Närmaste större samhälle är Propriá, 7,0 km norr om Propriá.
Omgivningarna runt Propriá är huvudsakligen savann. Runt Propriá är det ganska glesbefolkat, med 43 invånare per kvadratkilometer.